# Wiczuga
Wiczuga (ros. Вичуга) – miasto w Rosji w obwodzie iwanowskim, położone na wschód od Iwanowa.
Liczba mieszkańców: ok. 38 tys.
Prawa miejskie od 1925 roku.
Wiczuga jest jednym z najstarszych ośrodków przemysłu bawełnianego w Rosji.

## Historia
Miasto Wiczuga założone zostało w 1925 roku jako skutek połączenia kilkudziesięciu osiedli (dziewiętnastu wiosek pracowniczych, pięciu stref przemysłowych, wioski i pięciu osad). Rozwinięta infrastruktura wokół trzech fabrycznych centrów nadal zachowuje względną niezależność, co jest cechą miasta. Miasto nazywano od nazwy dworca kolejowego (jej pierwotna nazwa Nowa Wiczuga). Stacja jest nazwana od nazwy najstarszej dzielnicy - wsi Wiczuga.

## Geografia
Miasto położone jest około 400 km na północny wschód od Moskwy, na południe od Wołgi, 30 km od miasta Kinieszma. Przez miejscowość przechodzi linia kolejowa Moskwa-Kinieszma oraz trasa R80 (ros. Р80) z Iwanowa do Kinieszmy.

## Liczba mieszkańców
- 1926 — 25 tysięcy mieszkańców
- 1970 — 53 tysięcy mieszkańców
- 1987 — 51 tysięcy mieszkańców
- 2002 — 44,7 tysięcy mieszkańców
- 2008 — 38,5 tysięcy mieszkańców